# Magnolia carsonii
Magnolia carsonii este o specie de plante din genul Magnolia, familia Magnoliaceae, descrisă de James Edgar Dandy și Hans Peter Nooteboom.

## Subspecii
Această specie cuprinde următoarele subspecii:
- M. c. carsonii
- M. c. drymifolia
- M. c. phaulanta